# Netopýr stromový
Netopýr stromový (Nyctalus leisleri) je druh netopýra z čeledi netopýrovití. Podobá se netopýru rezavému (Nyctalus noctula). Oproti netopýru rezavému je menší a liší se zbarvením a tvarem horní čelisti.

## Pojmenování
Netopýra stromového objevil německý zoolog a lékař Johann Philipp Achilles Leisler, který zemřel dříve než stačil druh popsat. Popsal ho až jeho žák Heinrich Kuhl v roce 1817 v díle Die deutschen Fledermäuse a na Leislerovu počest po něm netopýra pojmenoval.
Mezi další názvy patří:
- Vespertilio leisleri
- letouň lesní
- netopýr Leislerův[2]

## Popis
Jedná se o středně velkého netopýra. Délka jeho těla se pohybuje v rozmezí 48–68 mm, délka předloktí 38–47 mm a rozpětí křídel dosahuje 260–320 mm. Hmotnost dospělého jedince je v mezi 12–20 gramů. Jeho srst má hnědý odstín, na břiše je světlejší, naopak ušní boltce a létací blány jsou tmavšího odstínu.

## Výskyt
Netopýr stromový žije v západní části Palearktické oblasti, od Pyrenejského poloostrova, Britských ostrovů, Madeiry a Kanárských ostrovů na západě až po Indii na východě. Jižní okraj oblasti jeho výskytu zasahuje do severní Afriky, severní pak do jižního Švédska. V Irsku je rozšířen hojně, jinak patří mezi vzácnější druhy netopýra.
V Česku se vyskytuje pouze ostrůvkovitě převážně na Šumavě, jižní a střední Moravě, v jižních a středních Čechách. Dále byl zaznamenán na Vysočině, Karlovarsku, Liberecku, Olomoucku a v oblasti Jeseníků a Beskyd.

## Způsob života
Žije v dutinách stromů v listnatých a smíšených lesích. Samice tvoří letní kolonie v počtu 20–50 jedinců, samci žijí samostatně či v malých koloniích. Na konci léta probíhá páření. Zimuje v dutinách stromů a ve štěrbinových úkrytech ve skalách či v lidských staveních. Živí se především větším hmyzem.